# Ernst von Mendelssohn-Bartholdy

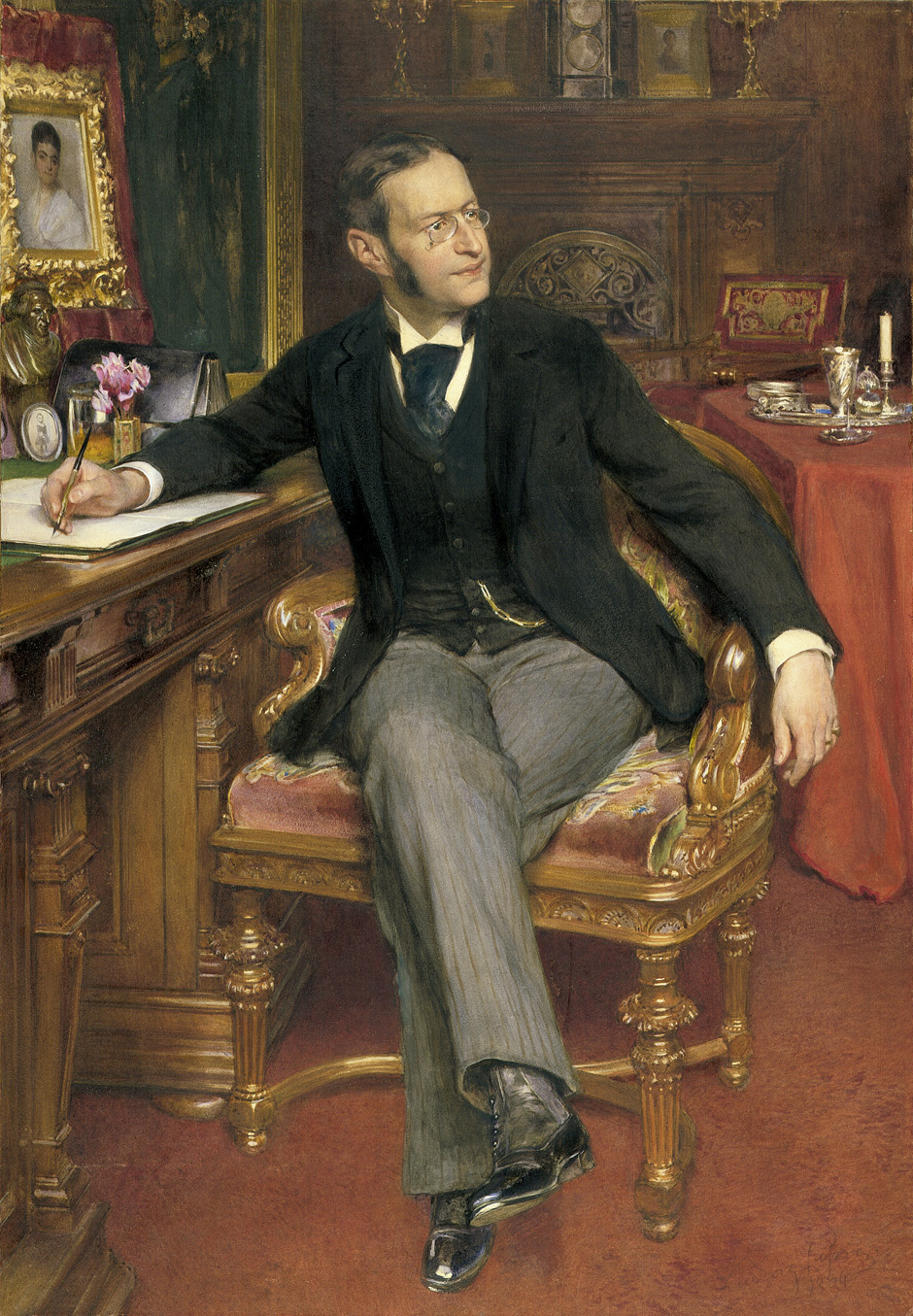
Ludwig Passini: Bildnis Ernst von Mendelssohn-Bartholdy, 1894

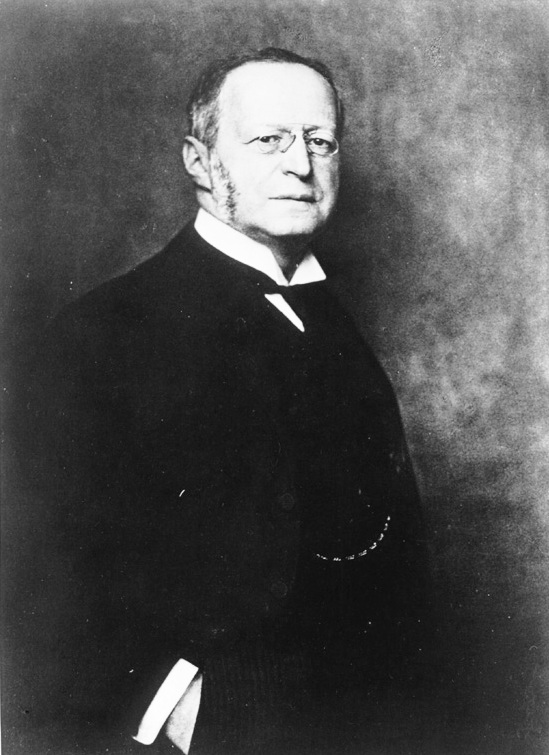
Ernst von Mendelssohn-Bartholdy

Ernst Moses Felix Mendelssohn-Bartholdy, seit 1896 von Mendelssohn-Bartholdy, (* 13. Dezember 1846 in Berlin; † 24. Dezember 1909 in Dresden) war einer der wichtigsten und einflussreichsten deutschen Privatbankiers seiner Zeit und Angehöriger der Familie Mendelssohn.

## Leben
Er war Sohn von Paul Mendelssohn-Bartholdy und Albertine, geb. Heine. Seine Geschwister waren Pauline, Katharine, Gotthold und Fanny. Felix Mendelssohn Bartholdy war sein Onkel. Am 23. Januar 1875 heiratete er Marie Warschauer, eine Tochter des Bankiers Robert Warschauer und der Marie Mendelssohn und Enkelin Alexander Mendelssohns. Das Paar hatte sechs Kinder: den späteren Bankier Paul, die Töchter Käthe, Charlotte, Enole, mit dem Juristen Albert von Schwerin liiert, und Marie sowie Alexander, später Gutsbesitzer. Seine Enkel waren die Juristen Erckhinger von Schwerin, Hans Bone von Schwerin, der Religionswissenschaftler Joachim Wach und Dorothea Eckardt, geb. von Schwerin.
Ernst Mendelssohn-Bartholdy erhielt eine gute schulische Ausbildung und legte 1864 sein Abitur ab. Er studierte an der Friedrich-Wilhelms-Universität Berlin und durchlief anschließend eine kaufmännische Lehre im In- und Ausland. 1869 reiste er für dreieinhalb Monate durch die USA. Anschließend trat er in das väterliche Bankhaus Mendelssohn & Co. ein, dessen Teilhaber er 1871 wurde. Zusammen mit Franz von Mendelssohn übernahm er nach dem Tod des Vaters 1874 die Leitung der Bank.
In der Zeit der gemeinsamen Leitung stieg das Bankhaus zu einer der bedeutendsten europäischen Privatbanken auf. Ernst (von) Mendelssohn-Bartholdy war auch Mitglied des Zentralausschusses der Reichsbank und Vorsitzender des Aufsichtsrats des Berliner Kassenvereins. Im Jahr 1887 wurde er Ältester der Korporation der Kaufmannschaft Berlins. Als solcher gehörte er 1892/93 auch der Börsenenquetekommission  an.
Er verfügte im Jahr 1908 über ein Einkommen von etwa 2,9 Millionen Mark jährlich. Damit war er der höchst besteuerte Bürger Berlins. Er stand auf der Liste der reichsten preußischen Einwohner Preußens an siebzehnter Stelle. Neben einem Wohnhaus in Berlin besaß er seit 1892 das 1105 ha umfangreiche Rittergut Börnicke bei Bernau. Er wurde mit seiner Frau Marie an der Börnicker Dorfkirche beigesetzt.
Mendelssohn-Bartholdy verfügte über hervorragende gesellschaftliche Verbindungen bis hin in die höchsten politischen Kreise, wie etwa zu Otto von Bismarck und zum russischen Hof. Auch Wilhelm II. schätzte der national, monarchistisch und konservativ gesinnte Mendelssohn-Bartholdy sehr. Ihm widmete er seine bedeutendsten öffentlichen Stiftungen. Dazu zählten die von seinem Vater geerbte Musikautographensammlung sowie die Villa Falconieri in der Nähe von Rom. Außerdem war er als Mäzen vielseitig im Bereich der Kunst, der sozialen Hilfe und der Wissenschaft tätig. 
Wilhelm II. erhob Mendelssohn-Bartholdy 1896 in den Adelsstand. Obwohl bereits sein Großvater Abraham Mendelssohn Bartholdy vom Judentum zum Protestantismus konvertiert war, blieb Ernst (von) Mendelssohn-Bartholdy antijüdischen Vorurteilen ausgesetzt. Im Jahr 1902 wurde er vom Kaiser zum Mitglied des Preußischen Herrenhauses ernannt. Neben zahlreichen Orden wurde ihm die Position eines Generalkonsuls von Dänemark verliehen. 1889 erfolgte die Ernennung zum Kommerzienrat, 1893 zum Geheimen Kommerzienrat. 1909 schließlich erhielt er den Titel eines Wirklichen Geheimen Rates mit dem Prädikat Exzellenz.